# De Grote Kleine Treinencompetitie
De Grote Kleine Treinencompetitie is een Nederlands televisieprogramma dat sinds 2021 door Omroep MAX werd uitgezonden op de zender NPO 1. In het programma strijden meerdere teams om de mooiste en creatiefste modelspoorbaan te maken. Het format is gebaseerd op het Britse The Great Model Railway Challenge.

## Format
Zes teams krijgen opdrachten om modelspoorbanen te bouwen. Elke aflevering krijgen ze drie dagen de tijd om te werken aan een modelbaan met een specifiek thema. Op de tweede dag krijgt men een zogenaamde 'dwarsligger': deze lastige extra opdracht dient dan ook nog in de modelbaan verwerkt te worden. Het team dat de dwarsligger het best heeft verwerkt in de baan krijgt hiervoor een extra punt (in seizoen 1) of een half uur extra bouwtijd (in seizoen 2).
De presentatie is in handen van André van Duin. De juryleden Diane Meyboom en Evan Daes (seizoen 1) en Joyce van Diepen en Evan Deas (seizoen 2) worden in sommige afleveringen terzijde gestaan door gastjuryleden.

## Seizoenen

### Seizoen 1 (2021)
| Aflevering | Uitzenddatum     | Thema                      | Gastjurylid     | Kijkcijfers |
| ---------- | ---------------- | -------------------------- | --------------- | ----------- |
| 1          | 13 oktober 2021  | Films                      | Tim Oliehoek    | 1.195.000   |
| 2          | 20 oktober 2021  | Historische gebeurtenissen | Marga van Praag | 1.239.000   |
| 3          | 27 oktober 2021  | Moeder Aarde               | Amara Onwuka    | 1.140.000   |
| 4          | 3 november 2021  | Hollands glorie            | Paul Haenen     | 956.000     |
| 5          | 10 november 2021 | The sky is the limit       | Irma de Vries   | 1.226.000   |
| 6 (finale) | 17 november 2021 | Toekomst                   | Erik de Zwart   | 1.363.000   |

### Seizoen 2 (2022)
| Aflevering | Uitzenddatum     | Thema                  | Gastjurylid   | Kijkcijfers |
| ---------- | ---------------- | ---------------------- | ------------- | ----------- |
| 1          | 8 oktober 2022   | Beroemde treinreizen   | –             | 875.000     |
| 2          | 15 oktober 2022  | Beroemde sprookjes     | –             | 939.000     |
| 3          | 22 oktober 2022  | Nederland oh Nederland | –             | 951.000     |
| 4          | 29 oktober 2022  | Werk aan de winkel     | –             | 1.011.000   |
| 5          | 5 november 2022  | Op vakantie in Europa  | Özcan Akyol   | 939.000     |
| 6          | 12 november 2022 | De vier jaargetijden   | Wibi Soerjadi | 857.000     |